# Leoš Friedl
Leoš Friedl (Jindřichův Hradec, 1 de janeiro de 1977) é um inativo tenista profissional checo. 
Venceu dezesseis torneios de duplas e acumulou 1.027.625,00 dólares em prêmios. Entre seus principais feitos, está a vitória no torneio de duplas mistas de Wimbledon em 2001, jogando ao lado de Daniela Hantuchová.

## Duplas Mistas: 1 (1 título)
| Resultado | Ano  | Campeonato | Piso  | Parceira           | Oponentes               | Placar        |
| --------- | ---- | ---------- | ----- | ------------------ | ----------------------- | ------------- |
| Campeão   | 2001 | Wimbledon  | Grama | Daniela Hantuchova | Mike Bryan Liezel Huber | 4–6, 6–3, 6–2 |